# Rescat en flames
Rescat en flames (títol original en xinès, 惊天救援; transcrit com a Jing tian jiu yuan; distribuït internacionalment en anglès com a Flashover) és una pel·lícula dramàtica estrenada a la Xina continental el 28 d'abril de 2023. És dirigida per Pang Shun i protagonitzada per Du Jiang, Wang Qianyuan, Tong Liya, Han Xue, Yu Haoming, Han Dongjun i Wang Ge. S'ha doblat i subtitulat al català.
El 9 d'octubre de 2020, l'equip de producció va començar oficialment el rodatge a la ciutat de Gaoyou, a Jiangsu, i va acabar el desembre del mateix any.